# Sabana arbolada de Namibia
La sabana arbolada de Namibia es una ecorregión de la ecozona afrotropical, definida por WWF, que se extiende por África austral, a lo largo de Namibia y el sur de Angola.

## Descripción
Es una acorregión de desierto que ocupa una superficie de 225.500 kilómetros cuadrados en el Gran Escarpe que separa los desiertos costeros de las mesetas interiores de África austral.
Limita al noroeste con el desierto de Kaoko, al noreste con la sabana arbolada de miombo de Angola, al este con la sabana arbolada de mopane de Angola, al sureste con la sabana xerófila del Kalahari, al suroeste con el desierto del Namib y al sur con el Karoo nama.
La lluvia es escasa, entre 60 mm anuales en el oeste y 200 en el este, y cae principalmente en violentas tormentas en verano, entre octubre y marzo. Las temperaturas son extremas, y las heladas frecuentes en invierno.

## Flora
La vegetación de esta ecorregión es muy variada. En el norte predomina una sabana más o menos densa de mopane (Colophospermum mopane). Más al sur se encuentra un semidesierto con una gran variedad de especies y muchos endemismos: la euforbia Euphorbia guerichiana, el aloe Aloe dichotoma, la moringa Moringa ovalifolia y varias especies de los géneros Acacia, Adenolobus, Commiphora y Cyphostemma. En el extremo sur de la ecorregión la vegetación es una sabana arbustiva muy abierta.

## Fauna
Entre los grandes mamíferos destacan el elefante (Loxodonta africana), el rinoceronte negro (Diceros bicornis), el gran kudú (Tragelaphus strepsiceros), el springbok (Antidorcas marsupialis), el órix del Cabo (Oryx gazella), el dik-dik de Kirk (Madoqua kirkii), el impala (Aepyceros melampus petersi), el león (Panthera leo), el leopardo (Panthera pardus), el guepardo (Acinonyx jubatus), el zorro orejudo (Otocyon megalotis) y el zorro del Cabo (Vulpes chama).
Se han censado 297 especies de aves en la ecorregión.

## Endemismos
Esta escarpada región presenta un elevado índice de endemismo de plantas y animales. 
Dos mamíferos son endémicos: la mangosta de Namibia (Galerella swalius) y el roedor Petromyscus shortridgei (de la familia Nesomyidae).

## Estado de conservación
Vulnerable. Las principales amenazas son la caza furtiva, el turismo en vehículos todo-terreno y el tráfico de especies protegidas.

## Protección
La protección es escasa. Sólo hay dos pequeñas áreas protegidas en Namibia:
- Reserva Natural de Damaraland
- Monumento Nacional de Brandberg

Una pequeña área del sur de la ecorregión forma parte del parque nacional Namib-Naukluft.